# Marie Duchatel
Marie Duchatel, in anderen Quellen auch Marie Du Chastel (* November 1652, getauft am 20. November 1652 in Brüssel; † 31. Dezember 1692 in Antwerpen), war eine flämische Porträt- und Miniaturenmalerin.

## Leben
Marie Duchatel wurde als Tochter des Malers François Duchatel und von Jeanne Louys in Brüssel geboren und dort am 20. November 1652 getauft. Sie war Schülerin ihres Vaters und wurde von ihm in der Malerei ausgebildet. Marie Duchatel heiratete den Maler Eglon van der Neer, dessen zweite Frau sie war, und hatte mit ihm neun Kinder, unter ihnen den Bildhauer Johannes Franciscus van der Neer (1683–1721), Gründer einer Bildhauerdynastie, die in Antwerpen bis zum 19. Jahrhundert florierte.
Eine Reise führte sie um 1675 an den dänischen Hof. Dort fertigte sie Gegenporträts von Christian V. und seiner Frau Charlotte Amalie von Hessen-Kassel. Etwa zur gleichen Zeit besuchte sie Ostfriesland. Ihr wurde ein Juwel von Christine Charlotte von Württemberg, der Regentin der Grafschaft Ostfriesland und Witwe von Georg Christian von Ostfriesland, geschenkt. Duchatel kehrte 1677 zurück nach Brüssel, dort lernte sie wahrscheinlich ihren zukünftigen Ehemann Eglon van der Neer kennen. Das Paar heiratete um 1680.
Sie begleitete ihren Mann anlässlich seines Auftrages, die Prinzessin Maria Anna von Neuburg zu malen, nach Düsseldorf und assistierte ihm möglicherweise dabei. 1691 war sie in Düsseldorf und Neuberg tätig, wo sie für die spanische Krone tätig war.

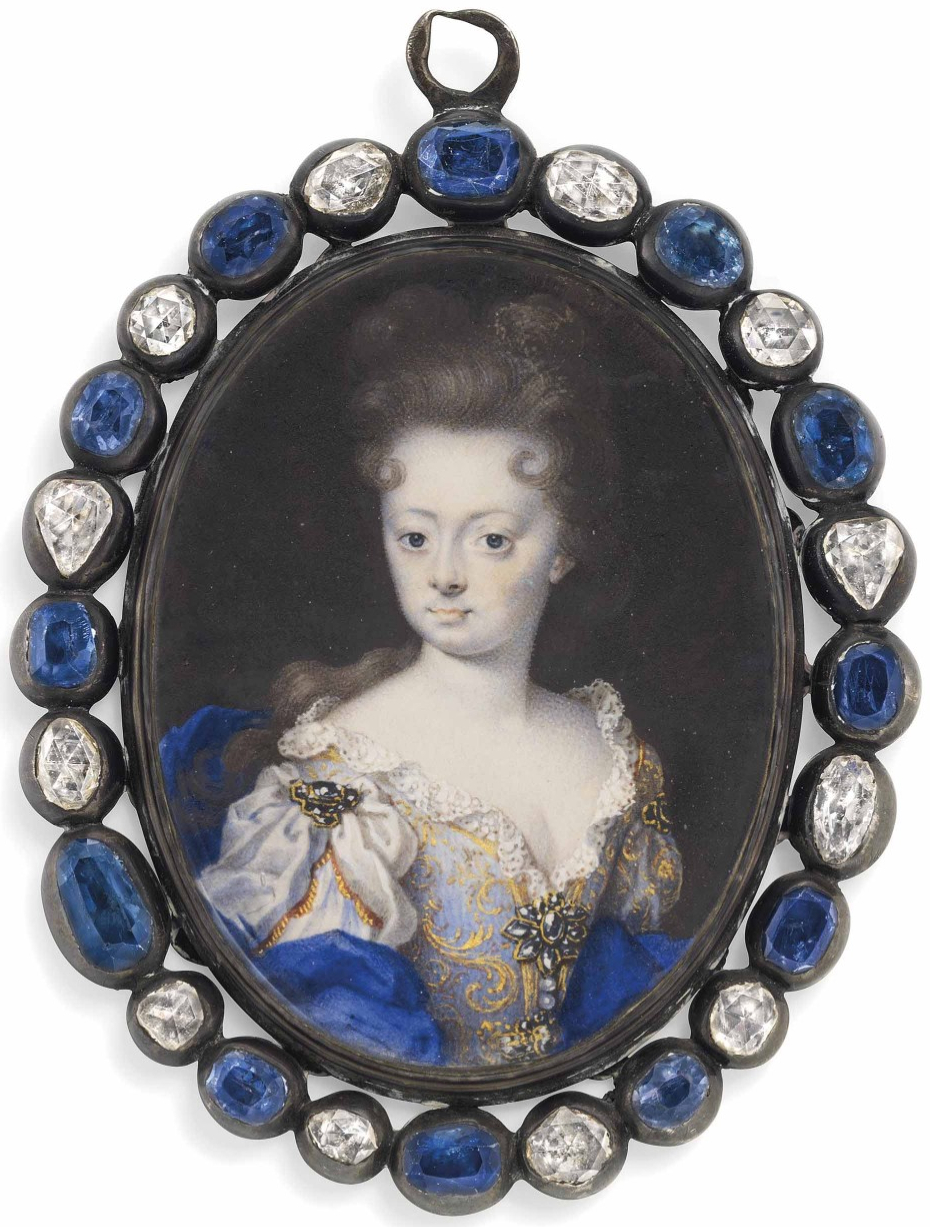
Maria Louisa de’ Medici (1667–1743)
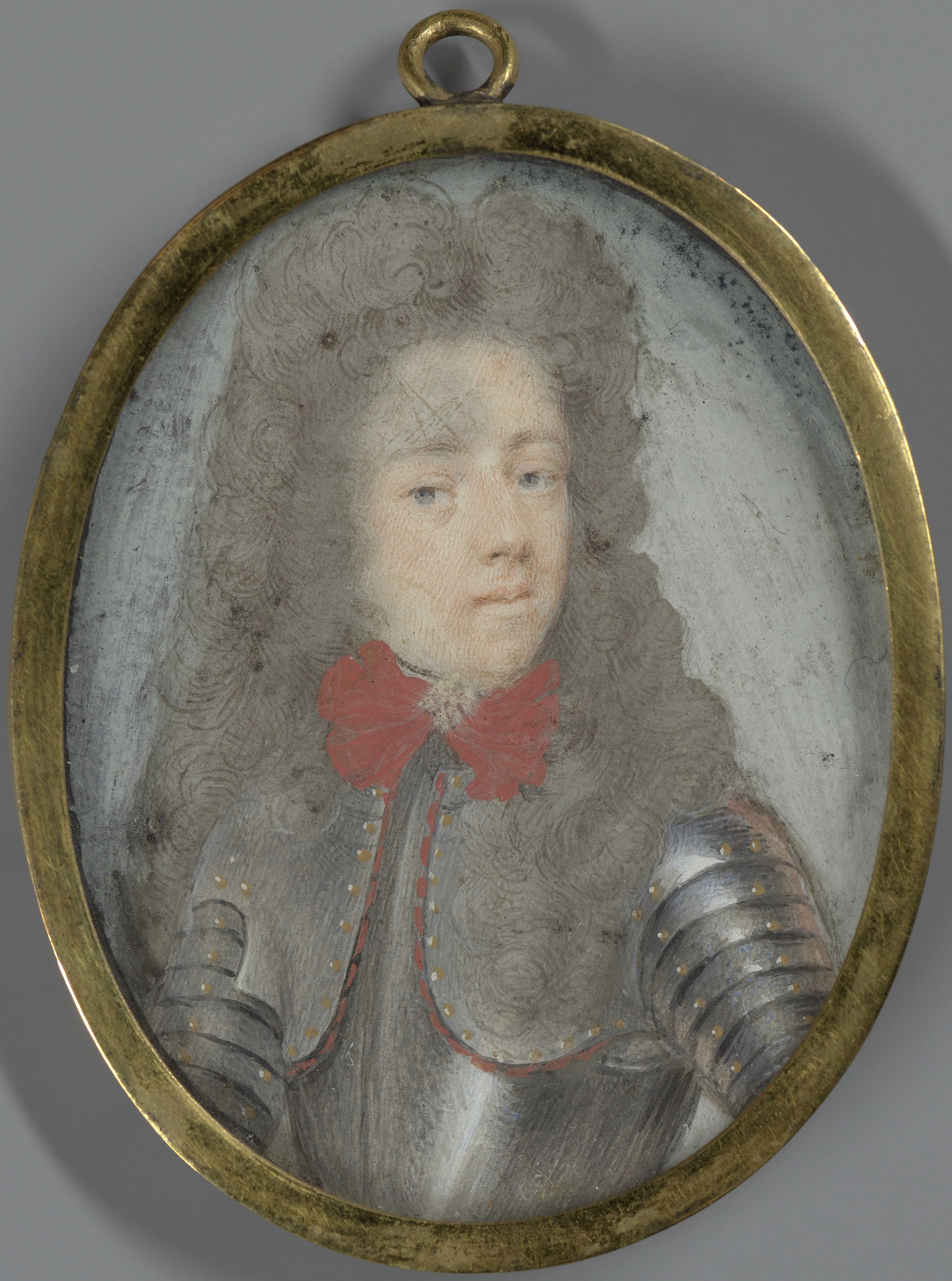
Heinrich Casimir II. (1657–1696), Fürst Nassau-Dietz
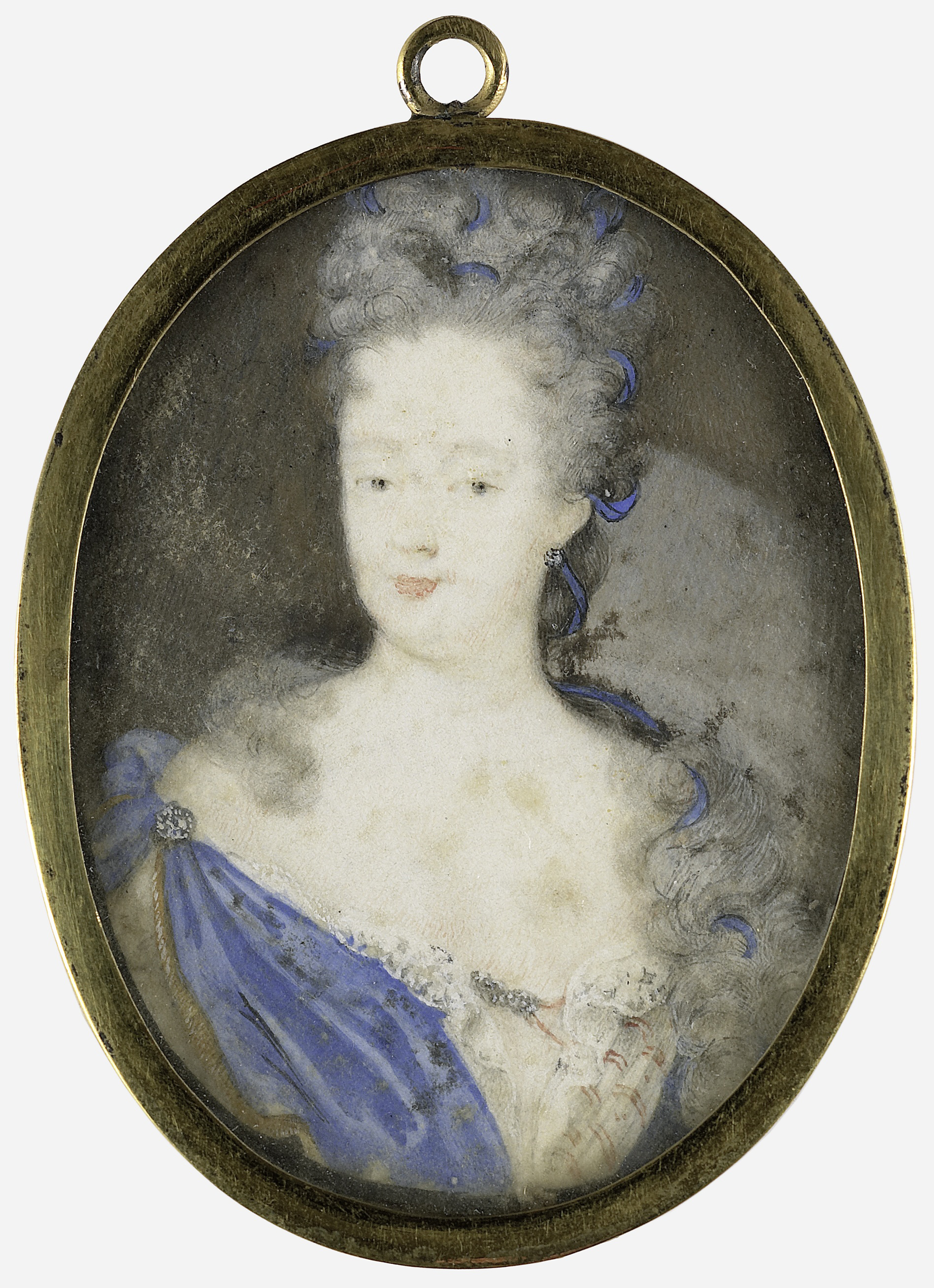
Henriette Amalia von Anhalt-Dessau (1666–1726)